# Portugalska galija
Portugalska galija (znanstvenog imena Physalia physalis) pojedinačni su organizmi iz skupine žarnjaka. Spada u jedne od najotrovnijih životinja na svijetu.
Živi na površini mora (u tzv. eufotičnoj zoni) veličine 28-30 cm. Čovjeku može dodirom nanositi strašnu bol. Otrov najčešće rabi za za paraliziranje riba kojima se hrani.
Zbog globalnog zatopljenja galija obitava osim u toplim morima tropskih područja i u područjima koja nisu njezino prirodno stanište.

## Vanjske poveznice
- Biologija.hr